# Valéria Gyenge
Valéria Gyenge (ur. 3 kwietnia 1933 w Budapeszcie) – węgierska pływaczka. Złota medalistka olimpijska z Helsinek.

## Kariera sportowa
Zawody w 1952 były jej pierwszymi igrzyskami, startowała także cztery lata później. W 1952 zwyciężyła na dystansie 400 metrów stylem dowolnym. Pobiła trzy rekordy świata. W 1954 zwyciężyła na mistrzostwach Europy w sztafecie i była druga na dystansie 400 m kraulem. Była piętnastokrotną mistrzynią kraju. W 1978 została przyjęta do International Swimming Hall of Fame.